# Andrij Szandor
Andrij Arpadowycz Szandor, ukr. Андрій Арпадович Шандор (ur. 5 stycznia 1966 we Lwowie, Ukraińska SRR) – ukraiński sędzia piłkarski FIFA, sędziuje mecze Premier-lihi. Wiceprezes Obwodowego Związku Piłki Nożnej we Lwowie. Zastępca dyrektora SDJuSzOR Karpaty Lwów. Najlepszy sędzia piłkarski Ukrainy 2002/03, 2004/05 i 2006/07 według gazety "Komanda", najlepszy sędzia Ukrainy sezonu 2008/09 według plebiscytu Premier-lihi.

## Kariera sędziowska
W 1992 rozpoczął karierę sędziowską w meczach lokalnych rozgrywek piłkarskich. Od 1993 sędziował mecze Amatorskich Mistrzostw Ukrainy, od 1995 w Drugiej Lidze, od 1998 w Pierwszej Lidze, a od 2000 w Wyższej Lidze Ukrainy. Sędzia FIFA od 2002 roku.
2 października 2003 odmówił sędziować centralny mecz 11 kolejki i wiosennej rundy Mistrzostw Ukrainy pomiędzy Dynamo Kijów i Szachtar Donieck w Kijowie z powodu krytyki sędziowania meczów w poprzednich kolejkach.
Hobby: kolekcjonerstwo, podróże.